# 알코셰트

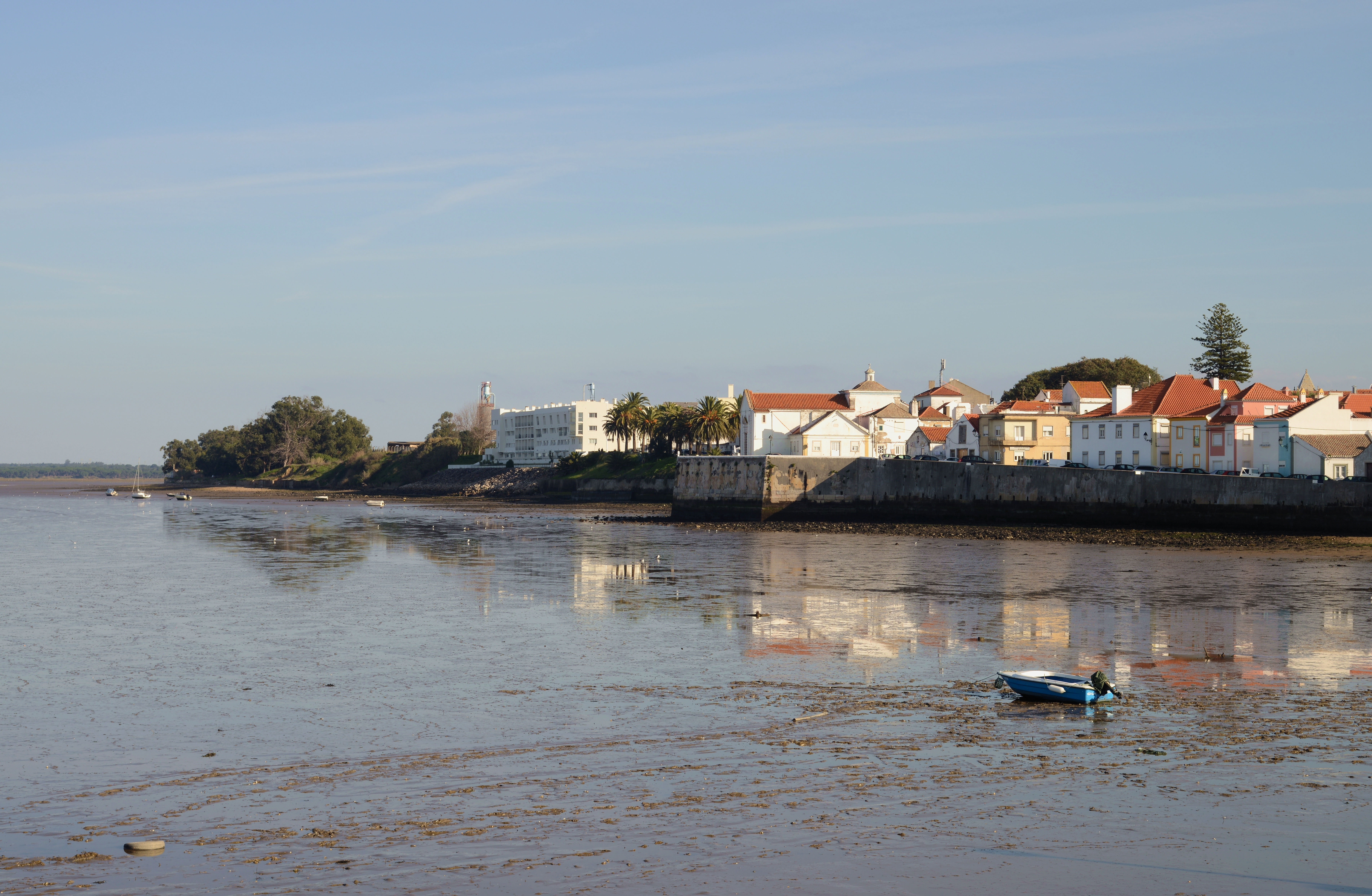
알코셰트

알코셰트의 위치

알코셰트(포르투갈어: Alcochete)는 포르투갈 세투발 현에 위치한 도시로 면적은 128.36km2, 인구는 17,569명(2011년 기준), 인구 밀도는 140명/km2이다.

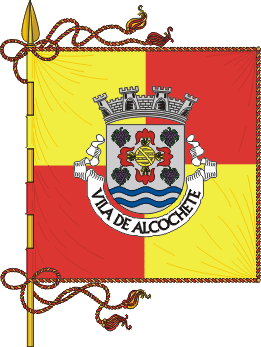
시기
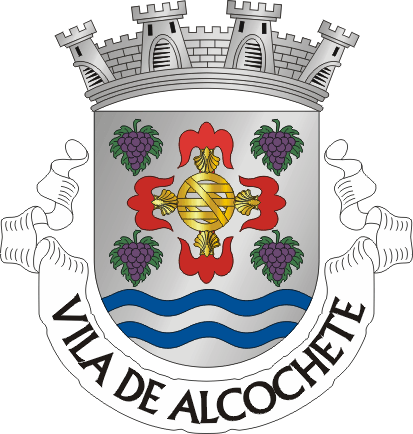
시 문장